# Богданович-Дворжецкий, Фома Осипович
Фома́ О́сипович Богдано́вич-Дворже́цкий (Дворжецкий-Богданович, Богданович) (пол. Tomasz Bohdanowicz-Dworzecki; 1859—1920) — русский и советский архитектор и преподаватель польского происхождения, академик Императорской Академии художеств.

## Биография
Из рода Дворжецких-Богдановичей. Учился в Императорской Академии художеств (1879—1885). Получил награды Академии художеств: большая и малая серебряные медали (1882). В 1883 году окончил курс наук Академии художеств. Награждён золотыми медалями: малая золотая (1884) за программу «Проект мужского монастыря», большая золотая медаль (1885) за программу «Великокняжеский дворец в столице» и в том же году был отправлен за границу, как пенсионер Академии художеств. Находился в Венеции до 1890 года. Получил звание классного художника архитектуры 1-й степени (1885).
С 1890 года — академик архитектуры, с 1892 года — адъюнкт-профессор Академии художеств (сверх штата). С 1893 года преподавал в Московском училище живописи, ваяния и зодчества. Учитель архитектора К. С. Мельникова. С 1899 года являлся членом Архитектурно-технического совета Строительного отдела Московской городской управы. Входил в состав Конкурсного собрания Строгановского училища, являлся хранителем художественно-промышленного музея при училище. Действительный член Московского архитектурного общества. Жил в собственном особняке в Малом Власьевском переулке, 8.
Имел награды: орден Святого Станислава 3-й степени (1901).
После октябрьской революции входил в состав Технического совета Строительного отдела Совета районных дум Москвы, заведовал VI и VII районами

## Проекты и постройки

### Москва
- Виндавский (Рижский) вокзал (наблюдение за постройкой, по проекту С. А. Бржозовского). Рижская площадь, 2 (1897—1902);
- Памятник Александру III (участие в строительстве, по проекту А. Н. Померанцева)[12]. Пречистенская набережная (1900—1912, уничтожен в 1918);
- Дом бесплатных квартир имени Бахрушиных для вдов и сирот (совместно с К. К. Гиппиусом). Софийская набережная, 28 (1902);
- Католический храм Непорочного Зачатия Пресвятой Девы Марии. Малая Грузинская улица, 27/13 (1911)[13];
- Собственный особняк. Малый Власьевский переулок, 8.

### Другие места
- Проект биржи Одессы (совместно с А. Г. Трамбицким, 1896)[14];
- Католический храм Пресвятого Сердца Иисуса. Самара, улица Фрунзе, 157 (1902—1906)[15].